# Granica chilijsko-peruwiańska
Granica chilijsko-peruwiańska – granica międzypaństwowa, ciągnąca się przez Andy na długości 160 km od trójstyku z Boliwią w Andach (Kordyliera Zachodnia) na wschodzie do wybrzeża Oceanu Spokojnego na zachodzie.
Jest to najkrótsza granica w Ameryce Południowej.
Granica istnieje od 1883 roku (traktat w Ancon), w obecnym kształcie od 1929 roku (traktat w Limie).